# Malta Dockyard

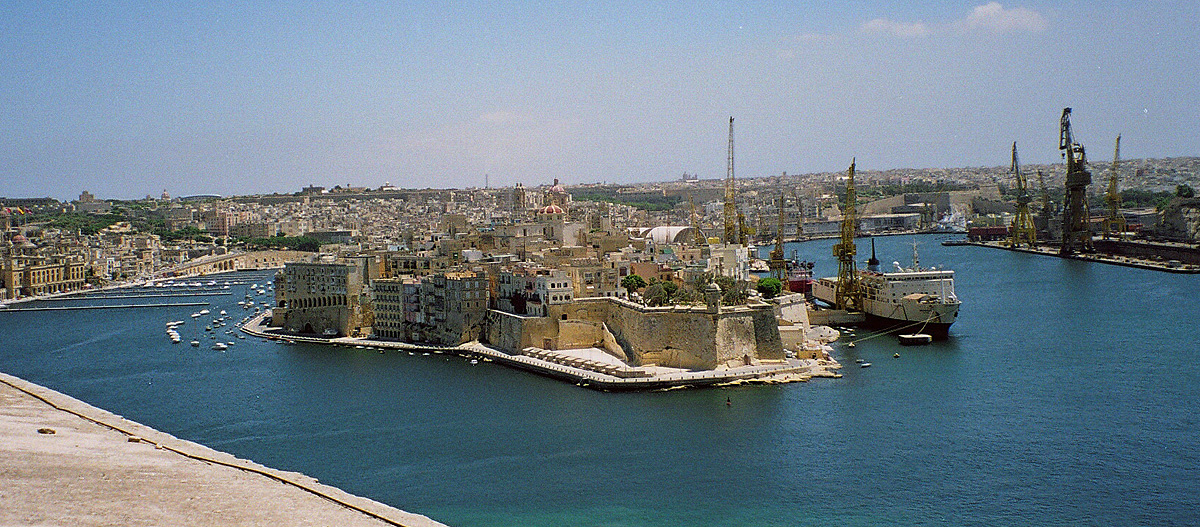
Port w Valletcie: Dockyard Creek (po lewej) i French Creek (po prawej) z ufortyfikowanym miastem Senglea pomiędzy nimi

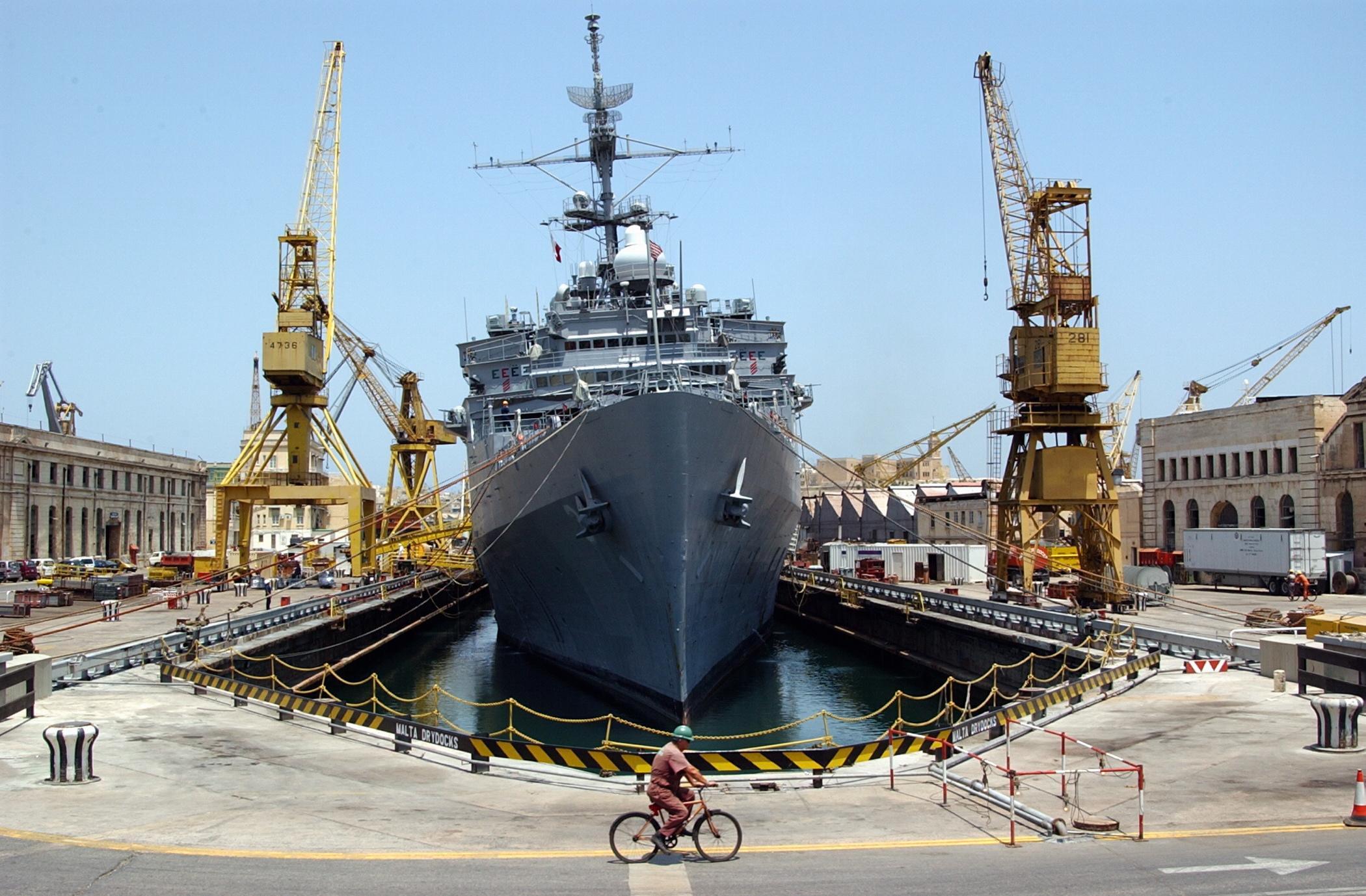
Pracownik stoczni maltańskiej wraca do domu na rowerze po całym dniu pracy na USS „La Salle” w Bormli.

 Stocznia Maltańska (ang. Malta Dockyard) – w przeszłości ważna baza morska w Grand Harbour na Malcie na Morzu Śródziemnym. Infrastruktura, która nadal działa, jest obecnie eksploatowana przez Palumbo Shipyards.

## Historia

### Przed 1800
Zakon Maltański założył stocznie w Grand Harbour, aby móc utrzymywać swoją flotę galer. Stocznie były rozproszone między miastami Senglea, Bormla i Birgu.

### XIX wiek

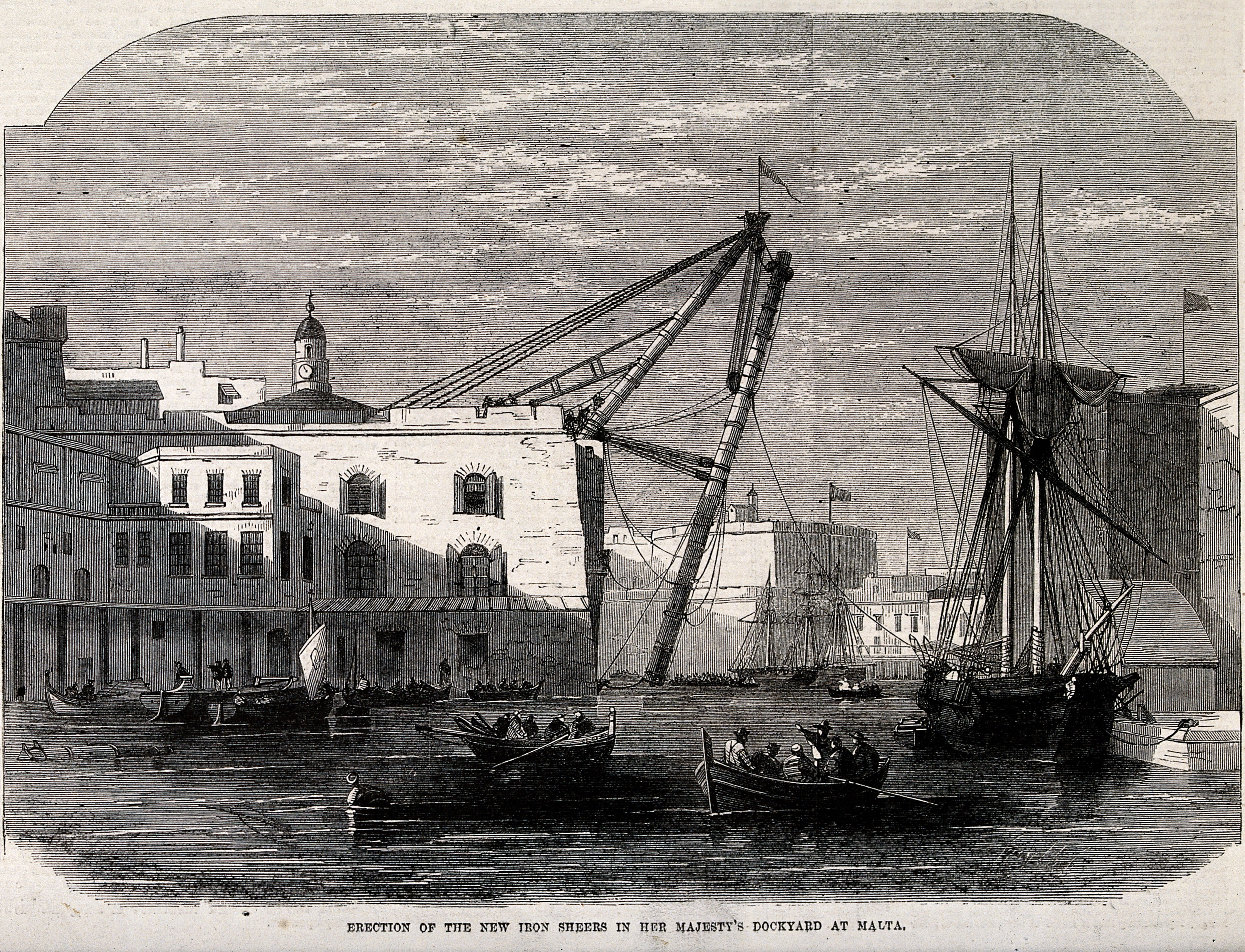
Królewska Stocznia na Malcie, 1865: nowy stalowy dwunożny dźwig w działaniu.

Kiedy w 1800 Malta stała się brytyjskim protektoratem, obiekty te zostały odziedziczone i stopniowo wzmacniane przez Royal Navy. Po utracie Minorki Malta szybko stała się główną bazą marynarki wojennej na Morzu Śródziemnym.
Stocznia Royal Navy początkowo znajdowała się w okolicach Dockyard Creek w Bormli i zajmowała kilka budynków stoczni używanych wcześniej przez Rycerzy Maltańskich. Do 1850 roku obiekty obejmowały magazyny, wytwórnię lin, małą wytwórnię pary, urząd aprowizacyjny, domy dla oficerów stoczni, a przede wszystkim suchy dok - pierwszy, w który została wyposażona stocznia królewska poza Wielką Brytanią. Jego budowę rozpoczęto w 1844, kompletnie wykonany został otwarty w 1847; dziesięć lat później został rozbudowany, tworząc podwójny dok (dok nr 1 i nr 2). Podobno marmurowe bloki z Mauzoleum w Halikarnasie, jednego z siedmiu cudów świata antycznego, zostały użyte do budowy tych doków.
W drugiej połowie stulecia rozbudowano wytwórnię pary wraz z warsztatami maszynowymi i odlewniami. Wkrótce jednak stało się jasne, że do pomieszczenia coraz większych okrętów oraz floty już tam stacjonującej, potrzeba więcej miejsca niż zatłoczone nabrzeża Dockyard Creek. Podjęto decyzję o rozbudowie stoczni w sąsiedniej zatoce French Creek, i między 1861 a 1909 zbudowano tam kolejne pięć suchych doków - trzy pojedyncze i jeden podwójny, wraz z różnymi specjalistycznymi budynkami służącymi zmechanizowanej marynarce wojennej.

### XX wiek

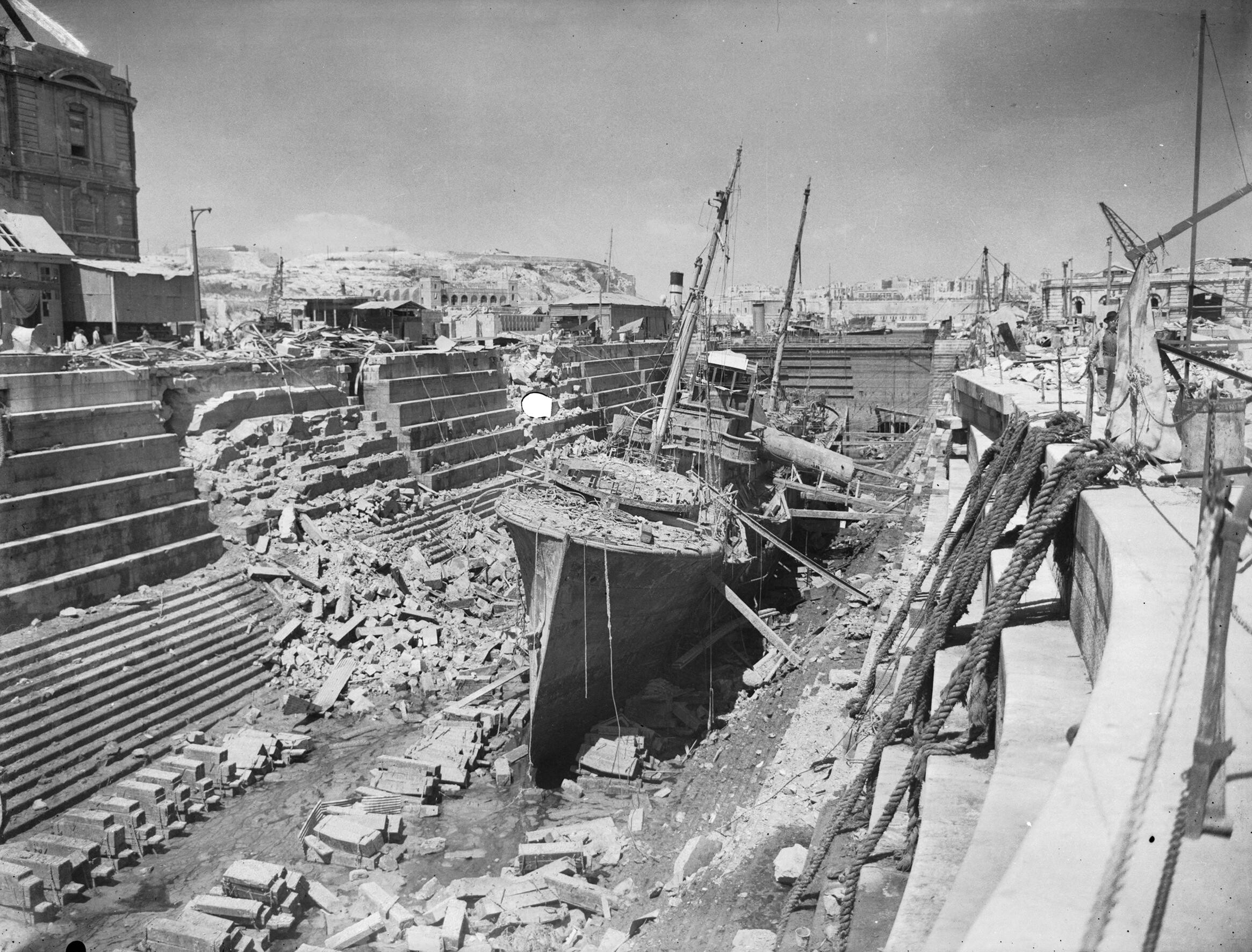
Uzbrojony trawler HMS „Coral” w zniszczonym bombami suchym doku nr 3 (Somerset Dock) podczas II wojny światowej

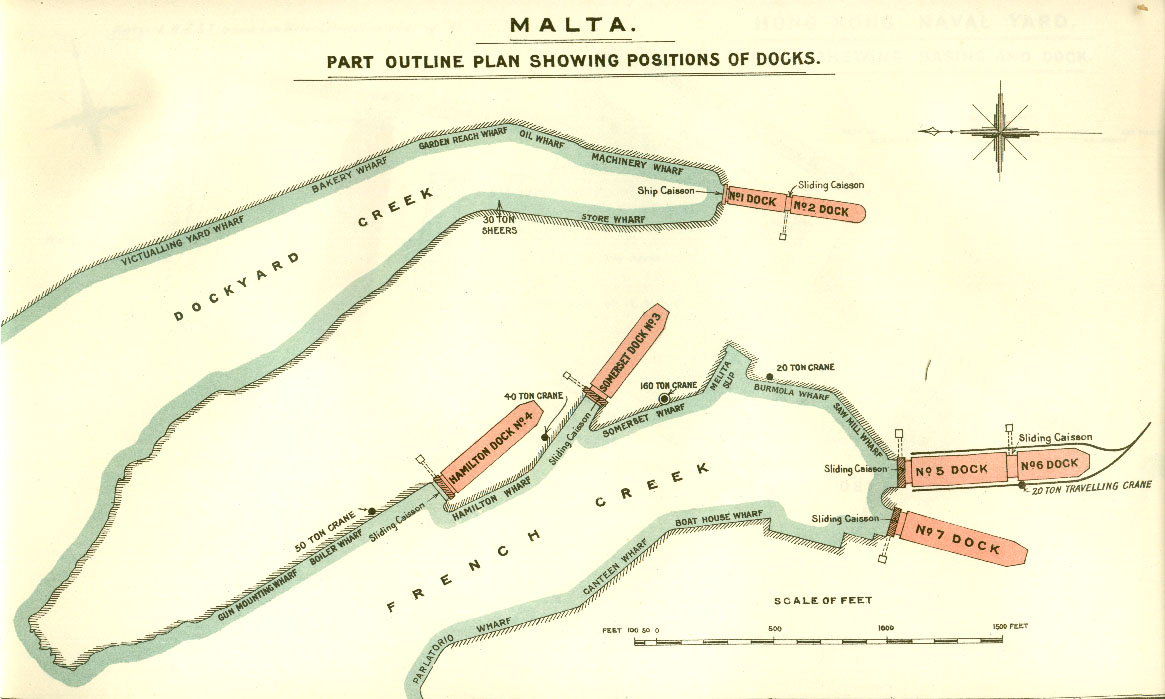
Mapa doków Malty 1, 2, 5, 6 i 7 w Bormli oraz doków 4 i 5 otaczających Sengleę (1909).

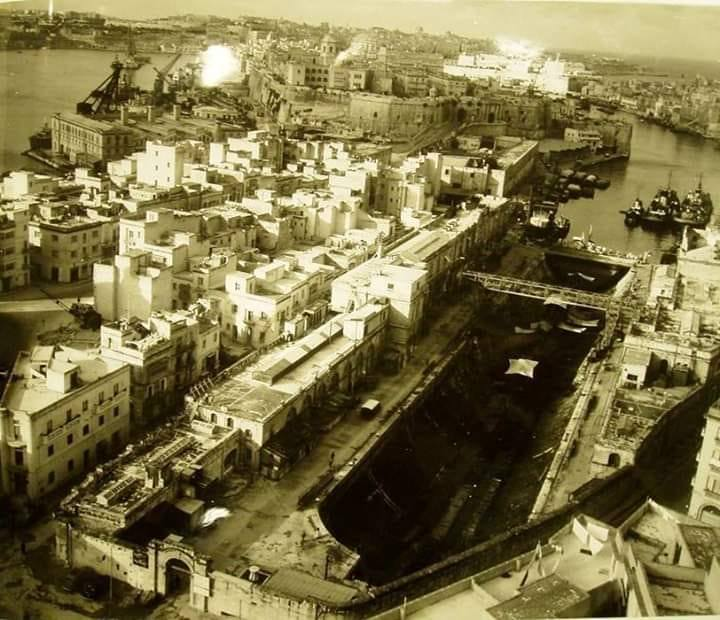
Doki nr 1 i 2 (Hamilton Dock) w Bormli.

Stocznia na Malcie była bardzo ważną bazą zaopatrzeniową podczas I wojny światowej i II wojny światowej. W styczniu 1941 sześćdziesiąt niemieckich bombowców nurkujących dokonało zmasowanego ataku na stocznię, próbując zniszczyć uszkodzony brytyjski lotniskowiec HMS „Illustrious”, ale otrzymał on tylko jedno trafienie bombą. Nieustanne niemieckie i włoskie naloty bombowe były wymierzone w Maltę również w marcu, czemu przeciwstawiała się tylko garstka brytyjskich bojowników. Następnie w kwietniu 1942 admirał superintendent stoczni maltańskiej poinformował, że z powodu niemieckich ataków lotniczych na bazę morską Malty praktycznie nie było żadnych warsztatów poza podziemnymi; wszystkie doki zostały uszkodzone; energia elektryczna, światło i telefony były w dużej mierze nieczynne..
Rankiem 30 marca 1959 stocznię przekazano Messrs C.H. Bailey of South Wales, cywilnej firmie zajmującej się naprawami statków i inżynierią morską. Podczas ceremonii, która odbyła się poprzedniego dnia w Czerwonej Sali pałacu w Valletcie przed urzędnikami Marynarki Wojennej i cywilami, Szef zaopatrzenia i transportu Royal Navy przekazał uroczyście klucz gubernatorowi Malty, który przekazał go następnie prezesowi Bailey. W tamtym czasie planowano, że „stocznia będzie nadal zaopatrywana w prace remontowe dla marynarki wojennej, które zmniejszałyby się wraz z rozwojem działalności handlowej”. Nadzór nad pozostałymi pracami morskimi w stoczni byłby prowadzony przez personel pod kierownictwem oficera bandery Malty.
Kiedy w lutym 1968 rząd maltański wywłaszczył Baileysów, stocznia została zamknięta jako baza morska, a Royal Navy wycofała się całkowicie w 1979. Następnie, w latach 1979–1996 stocznią zarządzała rada robotnicza, naprawiając statki cywilne.

### XXI wiek
W 2010 Malta Shipyards Ltd została postawiona w stan likwidacji, a jej aktywa przekazano włoskiej firmie Palumbo Shipyards. Przez lata zarządzania przez rząd maltański stocznia zgromadziła 1 mld euro strat. W 2011 Palumbo przejęło na 30-letnią dzierżawę sąsiednie obiekty stoczni „superjachtowej”, które obejmują suchy dok z rozsuwanym dachem.

## Administracja Malta Dockyard
Początkowo, od 1791 do 1832 stocznia była zarządzana przez komisarza-rezydenta Navy Board, a później wszyscy komisarze-rezydenci w stoczniach zostali zastąpieni przez nadinspektorów.

## Galeria
Budynki byłej Naval Dockyard